# Carbege
Carbege (oficialmente y en asturiano: Carbexe) es una casería perteneciente a la parroquia de Prendones, en el concejo de El Franco, comarca de Eo-Navia, Principado de Asturias, España.

## Ubicación
Carbege está situado en la costa occidental de Asturias, en el norte de España a 4 km de La Caridad, capital del concejo. Se encuentra a 50 metros de altitud.

## Demografía
Carbege contaba con una población de 9 habitantes, repartidos entre los caseríos de Casa das Quintas y Casa de Carbege, a los que se añaden entre 5 y 7 vecinos en época estival repartidos entre la Casa de Rego, Casa das Pedreiras, Casa de Antón, Casa de Javier y Casa del Llobo (Nomenclátor 2007). En 2015 contaba con 6 habitantes.

## Patrimonio
Entre los lugares a destacar en este núcleo rural se encuentra la línea de ferrocarril FEVE, así como la enigmática Fonte del Seixo, tradicional abrevadero, lavadero y manantial de aguas cristalinas que manan de filones de pizarra y cuarcita.